# Pteris saxatilis
Pteris saxatilis är en kantbräkenväxtart som först beskrevs av Carse, och fick sitt nu gällande namn av Carse. Pteris saxatilis ingår i släktet Pteris och familjen Pteridaceae. Inga underarter finns listade.